# UNA Strassen
Football Club Union Athlétique Strassen – luksemburski klub piłkarski z siedzibą w mieście Strassen na południu kraju.

## Historia
Chronologia nazw:
- 1922: FC UNA Strassen
- 1940: FK Strassen
- 1944: FC UNA Strassen

Klub został założony w 1922 roku jako UNA Strassen. Na początku swego istnienia zespół występował w niższych ligach regionalnych. W czasie okupacji niemieckiej Luksemburga w II wojnie światowej został przemianowany w 1940 roku w FK Strassen. W 1944 przywrócił historyczną nazwę. W sezonie 1996/97 zespół zajął drugie miejsce w drugiej grupie 2. Divisioun (D4) i awansował do trzeciej ligi. Ale następny sezon 1997/98 był nieudany – ostatnie 14 miejsce w drugiej grupie 1. Divisioun (D3) i spadek do czwartej ligi. W sezonie 1999/2000 ponownie grał w 1. Divisioun (D3), tym razem utrzymując się w niej. Po 11 latach występów w trzeciej lidze w sezonie 2010/11 zdobył mistrzostwo w Serie 2 – 1. Divisioun (D3) i awansował do Division d’Honneur (D2). W sezonie 2012/13 uplasował się na 3 pozycji w drugiej lidze i otrzymał prawo gry w meczu play-off o dodatkowe 3 miejsce w najwyższej lidze, jednak przegrał z Progrès Niedercorn. W sezonie 2014/2015 ponownie był trzecim w Division d’Honneur i potem w meczu play-off z UN Käerjéng 97 wywalczył awans do Nationaldivisioun.

## Sukcesy

### Trofea międzynarodowe
Nie uczestniczył w rozgrywkach europejskich (stan na 31-05-2014).

### Trofea krajowe
| \| \| Zdobyte trofea w rozgrywkach Luksemburga (stan na: 31-05-2015) \| |                                                                |      |            |
| Rozgrywki                                                               | Osiągnięcie                                                    | Razy | Sezon(y)   |
| Mistrzostwo                                                             | I miejsce                                                      | 0    |            |
| Mistrzostwo                                                             | II miejsce                                                     | 0    |            |
| Mistrzostwo                                                             | III miejsce                                                    | 0    |            |
| Mistrzostwo                                                             | ? miejsce                                                      | 1    | 2016       |
| Puchar                                                                  | zdobywca                                                       | 0    |            |
| Puchar                                                                  | finalista                                                      | 0    |            |
| Puchar                                                                  | ćwierćfinalista                                                | 1    | 2014       |
| II liga                                                                 | I miejsce                                                      | 0    |            |
| II liga                                                                 | II miejsce                                                     | 0    |            |
| II liga                                                                 | III miejsce                                                    | 2    | 2013, 2015 |
| Luksemburg                                                              | Zdobyte trofea w rozgrywkach Luksemburga (stan na: 31-05-2015) |      |            |

- 1. Divisioun (D3):
  - mistrz (1x): 2010/11

## Piłkarze, trenerzy, prezydenci i właściciele klubu

### Piłkarze

#### Aktualny skład zespołu
| Nr | Poz. | Piłkarz                |
| -- | ---- | ---------------------- |
| 1  | BR   | Jason Goncalves        |
| 4  | NA   | Quentin Zilli          |
| 5  | OB   | Tom Siebenaler         |
| 6  | PO   | Alen Agovic            |
| 7  | NA   | Kevin Ruppert          |
| 8  | PO   | Ben Payal              |
| 9  | OB   | Gilson Delgado         |
| 10 | PO   | Denis Agović (kapitan) |
| 11 | PO   | Morgan Betorangal      |
| 12 | BR   | Gabriel Biloa          |
| 14 | PO   | Ryunosuke Hayasaka     |
| 17 | PO   | Marcel Linn            |

| Nr | Poz. | Piłkarz             |
| -- | ---- | ------------------- |
| 18 | PO   | Kevin Lourenço      |
| 21 | BR   | Ralph Schon         |
| 23 | PO   | Khalid Lahyani      |
| 27 | PO   | Tony Mastrangelo    |
| 30 | NA   | Sebastian Szimayer  |
| 57 | OB   | Gautier Bernardelli |
| 70 | PO   | Dritro Kelmendi     |
| 71 | OB   | Alan Stulin         |
| 77 | NA   | Stefan Rocha        |
| 99 | NA   | Benjamin Runser     |
|    | OB   | Oliver Olsen        |

### Trenerzy
- 01.07.2009–30.06.2012:  Patrick Gloden
- 01.07.2012–07.10.2013:  Nedžib Selimović
- 09.10.2013–21.08.2017:  Patrick Grettnich
- 21.08.2017–24.08.2017:  Marco Martino
- 25.08.2017–30.06.2018:  Roland Schaack
- 01.07.2018–:  Manuel Correia

## Stadion
Klub rozgrywa swoje mecze domowe na stadionie Complexe Sportif Jean Wirtz w Strassen, który może pomieścić 2000 widzów.

## Europejskie puchary
Legenda do wszystkich tabel:
- Q – runda eliminacyjna, 1/16, 1/8, 1/4, 1/2 – odpowiednia faza rozgrywek, Grupa – runda grupowa, 1r gr – pierwsza runda grupowa, 2r gr – druga runda grupowa, F – finał, R – runda, PO – play-off
- k. – rzuty karne, los. – losowanie, Dogr. – dogrywka, w. – zasada bramek strzelonych na wyjeździe

| Sezon   | Rozgrywki        | Runda | Klub               | Dom | Wyjazd | Ogólnie |
| ------- | ---------------- | ----- | ------------------ | --- | ------ | ------- |
| 2024/25 | Liga Konferencji | 1Q    | Kuopion Palloseura | 0–0 | 0–5    | 0–5     |
| 2025/26 | Liga Konferencji | 2Q    | Dundee United      | 0–1 | 0–1    | 0–2     |